# Tibellus nigeriensis
Tibellus nigeriensis är en spindelart som beskrevs av Jacques Millot 1942. Tibellus nigeriensis ingår i släktet Tibellus och familjen snabblöparspindlar.
Artens utbredningsområde är Sudan. Inga underarter finns listade i Catalogue of Life.